# Sipsey (Alabama)
Sipsey é uma cidade  localizada no estado americano de Alabama, no Condado de Walker.

## Demografia
Segundo o censo americano de 2000, a sua população era de 552 habitantes.
Em 2006, foi estimada uma população de 549, um decréscimo de 3 (-0.5%).

## Geografia
De acordo com o United States Census Bureau, a localidade tem uma área de 1,3 km², sem área coberta por água. Sipsey localiza-se a aproximadamente 155 m acima do nível do mar.

## Localidades na vizinhança
O diagrama seguinte representa as localidades num raio de 24 km ao redor de Sipsey.